# Wendjebauendjed
Wendjebauendjed war General und „Domänenverwalter des Chons-in-Theben-Neferhotep“ unter dem altägyptischen König (Pharao) Psusennes I. Er ist vor allem von seiner ungeplünderten Bestattung im Grabkomplex des Herrschers in Tanis bekannt.

## Bedeutung
Wendjebauendjed war zweifellos ein bedeutender Beamter am Hof unter Psusennes I., der die Ehre genoss, eine Grabkammer im Grabkomplex des Herrschers zu haben. Zu seiner Person ist nichts weiter bekannt. Die Funde aus seinem Grab befinden sich heute im Ägyptischen Museum in Kairo.

## Erforschung der Grabkammer

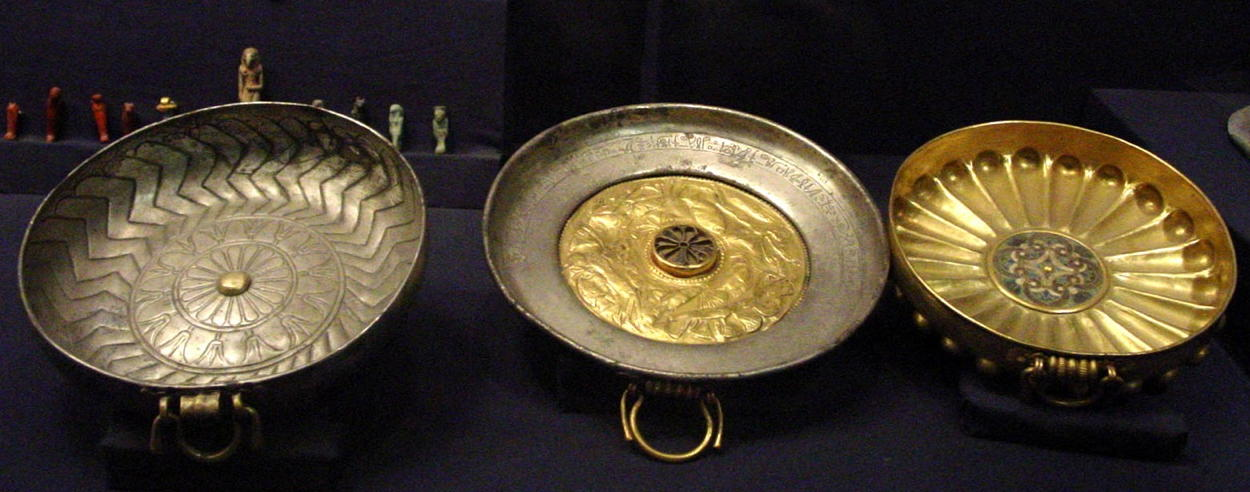
Goldschalen aus dem Grab, in der Mitte: Trinkschale mit Wasserszene; Ägyptischen Museum Kairo, Inventarnummer: JE 87742

Die Grabkammer des Generals wurde am 13. Februar 1946 bei der Grabung von Pierre Montet geöffnet. Im Zentrum der Grabkammer stand der Sarkophag des Generals, bei dem es sich um ein wiederverwendetes Stück aus der 19. Dynastie handelt. Der ursprüngliche Besitzer war der „Dritte Priester des Amun“, Amenhotep. Für Wendjebauendjed war der Sarkophag mit Stuck und dann mit Blattgold versehen worden, das wiederum dekoriert war. In diesem Sarkophag lag ein Silbersarg, und darin wiederum ein Holzsarg; beide sind nur schlecht erhalten. Das Gesicht des Toten war mit einer goldenen Mumienmaske bedeckt und innerhalb des Sarkophags wurde zahlreicher Schmuck entdeckt, darunter Pektorale, Ringe und Armreifen, sowie goldene Götterstatuetten, die als Kettenanhänger dienten. Als weitere Beigaben fanden sich dort drei goldene, oder golden-silberne, Schalen. Außerhalb des Sarkophages wurden in der Grabkammer die vier Kanopenkrüge und Uschebtis aufgefunden.